# لهجة ندرومية
اللهجة الندرومية أو لهجة الندرومة هي إحدى لهجات الدارجة الجزائرية، يتحدث بها حوالي أربعين ألف شخص 
يعيشون بشكل أساسي في ندرومة.

## تاريخ
تنتمي الندرومية تنتمي إلى أسرة لهجات ما قبل أعراب بنو هلال، على عكس الهلالية، أو البدوية، التي أحضرها إلى شمال أفريقيا عرب بنو هلال، بنو سليم وبنو معقل. 
وبالتالي تصنف من اللهجات ما قبل الهلالية كـ « لهجة حضرية » حسب خولة طالب الإبراهيمي.
الندرمية متأثرة باللهجة الأندلسية .

## خصائص
توظف الندرومية الحرف الـ(ق)، حيث تستخدم اللهجات الأخرى الـ(أ) مثل تلمسان، أو الحرف (ڤ) مثل وهران. لديها بعض الخصائص التي تميزها عن لهجات ما قبل الهلالية الأخرى وتتميز بسلسلة من الكلمات الخاصة.
يتم استبدال حرض «ض»، وأحيانا «د»، بحرف «ط»، على سبيل المثال يقال: «قبط» بدل «قبض».

## بعض المصطلحات
| باللغة العربية | باللهجة الندرومية |
| -------------- | ----------------- |
| ندرومة         | نطرومة            |
| نعم            | يِه                |
| يغوي           | يغوي              |
| التدليع        | فشوش              |
| أصبح           | طحّ                |
| قفل            | صاقطَ              |
| أين            | فاين              |
| برد            | زماّم              |
| مريض           | مريط              |
| حسنا           | بنِّيا              |
| أزاح           | حيَّد               |
| نافذة          | سرجم              |
| طاولة          | تيفور             |
| ما الذي        | آسم               |